# Stenotaphrum oostachyum
Stenotaphrum oostachyum är en gräsart som beskrevs av John Gilbert Baker. Stenotaphrum oostachyum ingår i släktet Stenotaphrum och familjen gräs. Inga underarter finns listade i Catalogue of Life.